# توازن (طب)

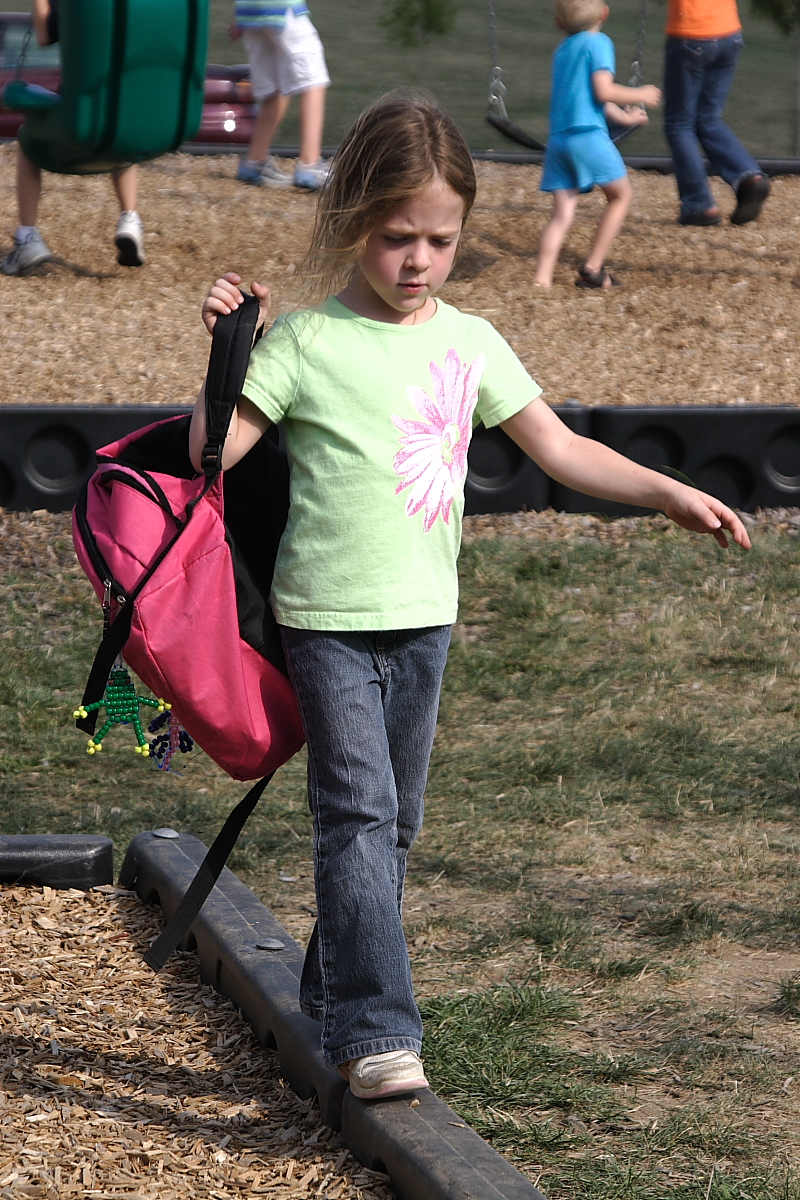

حفظ التوازن هي القدرة على الحفاظ على مركز الثقل للجسم في أقل تأرجح ممكن لشكل الجسم باستخدام أقل دعم ممكن.

## التوازن عند الإنسان
يستطيع الإنسان حفظ توازنه عند المشي وذلك بفضل عضو توازن موجود في دهليز الأذن.
1. توازن حركي عامّ: يحفظ للجسم توازنه ليظل قائما فلا يميل ويسقط، يحقّقه المخيخ معتمداً على: حاسة البصر وعلى اللواقط العضلية والمفصلية (تخبر المخيخ عن وضعيتهما بالنّسبة لبعضها البعض وبالنسبة للمحيط من حولها)، ويعتمد كذلك على دهليز الأذن (عضو في الأذن الداخلية).
2. توازن عضلي: ما بين عضلتين محلّيتين فاعلة ومقاومة (مثلاً ما بين عضلتا العضد الأمامية ذات الرأسين والخلفية ذات الثلاث رؤوس، بتوازنهما نتحكم في حركة الساعد في سرعة انثـنائه وانبساطه أو لإيقاف حركته في منتصف الطريق).
3. التوازن اللزقي: توازن كيميائي لسوائل الدم، توازن بين درجة القاعدية والحموضة للدم، توازن ثابت (7،35 حسب مقياس الحموضة).

## التوازن عند الحشرات
تملك بعض ذوات الجناحين تركيبات محورة عن الجناحين الخلفيين تسمى الأثقال (أحياء)، وهي تساهم في حفظ توازن الحشرة وتوجيهها أثناء الطيران بالرفرفة مع الجناحين حتى تبذل قوة على الجسد عند تغير اتجاه الحشرة أو دورانها حول محورها، تستشعر تراكيب خاصة هذه القوة وترسل سيالات عصبية إلى العضلات التي توجه الجناحين إضافة إلى عضلات الرأس لحفظ توازنهما.